# Nadzikambia
Nadzikambia är ett släkte i familjen kameleonter med två arter som förekommer i östra Afrika.
Arterna liknar medlemmar i släktet Kinyongia. De är små och väger cirka 7 g. Släktet bildades främst på grund av genetiska skillnader till andra kameleonter. Svansen är allmänt lite längre än huvud och bål tillsammans. Honor lägger ett fåtal ägg per tillfälle. Exemplaren har ett kort liv jämförd med andra kameleonter.
Utbredningsområdet ligger i två bergstrakter i Malawi respektive Moçambique. Exemplaren vistas i bergsskogar.
The Reptile Database listar följande arter:
- Nadzikambia baylissi
- Nadzikambia mlanjensis

IUCN listar Nadzikambia mlanjensis som starkt hotad (EN) och Nadzikambia baylissi som nära hotad (NT).